# Cazenovia (Wisconsin)
Cazenovia is een plaats (village) in de Amerikaanse staat Wisconsin, en valt bestuurlijk gezien onder Richland County en Sauk County. Het is waarschijnlijk vernoemd naar de Amsterdamse bankier en projectontwikkelaar Theopile Cazenove.

## Demografie
Bij de volkstelling in 2000 werd het aantal inwoners vastgesteld op 326.
In 2006 is het aantal inwoners door het United States Census Bureau geschat op 330, een stijging van 4 (1,2%).

## Geografie
Volgens het United States Census Bureau beslaat de plaats een oppervlakte van
2,5 km², waarvan 2,3 km² land en 0,2 km² water.

## Plaatsen in de nabije omgeving
De onderstaande figuur toont nabijgelegen plaatsen in een straal van 16 km rond Cazenovia.